# Nemcse
Nemcse (románul: Nemeșești) település Romániában, a Bánságban, Temes megyében.

## Fekvése
Lugostól északkeletre, a Béga forrásvidékén, Felsőkastély és Zorány közt fekvő település.

## Története
Nemcse nevét az oklevelek 1427-ben Nempche néven említették először. 1548-ban Nemesest, 1598-ban Nemesesth, 1717-ben Nemiste, 1808-ban Nemesesty, 1851-ben  Nemesest néven írták.
1910-ben 185 román, görögkeleti ortodox lakosa volt.
A trianoni békeszerződés előtt Krassó-Szörény vármegye Facsádi járásához tartozott.

## Nevezetességek
- 1798-ban épült ortodox fatemploma a romániai műemlékek jegyzékében a TM-II-m-B-06264 sorszámon szerepel.[1]